# Not One Word
Not One Word è il sedicesimo album musicale di Ivano Fossati uscito nel 2001.

## Descrizione
Il musicista qui si allontana dalle consuete forme della canzone e si cimenta in composizioni più articolate.

## Tracce
Testi e musiche di Ivano Fossati tranne dove diversamente indicato.
1. Not One Word – 4:23
2. Roobenia – 5:37
3. Theme for Trio – 5:50
4. Milos – 5:33 (Fossati)
5. Brazzhelia – 4:01
6. The Wolves' House – 1:33
7. Theme for Duet – 3:23
8. Le mot imaginaire – 2:45
9. Besame mucho – 5:14 (Velázquez)
10. Lampi – 4:41
11. Tango disorientato – 4:27 (Fossati, Silvestri)
12. Bells – 2:16
13. A due voci per orchestra – 2:58
14. Raining at My Door – 4:55

## Formazione
- Ivano Fossati: voce, pianoforte, vibrafono, armonium e oscillatori
- Pietro Cantarelli: tastiera
- Claudio Fossati: batteria e percussioni
- Martina Marchiori: violoncello
- Paolo Silvestri: arrangiamento e direzione d'orchestra
- Orchestra di Roma
  - Ettore Pellegrino: primo violino
  - Gabriele Mirabassi: clarinetto
  - Luciano Biondini: fisarmonica
  - Michael Applebaum: tromba e flicorno
  - Fabio Severini: corno inglese
  - Edoardo Lattes: contrabbasso